# Psilochorus
A Psilochorus az ízeltlábúak (Arthropoda) törzsébe, a pókok (Araneae) rendjébe és az álkaszáspókfélék (Pholcidae) családjába tartozó nem.

## Rendszerezés
- Psilochorus acanthus Chamberlin & Ivie, 1942 – USA
- Psilochorus agnosticus Chamberlin, 1924 – Mexikó
- Psilochorus apicalis Banks, 1921 – USA
- Psilochorus bantus Chamberlin & Ivie, 1942 – USA
- Psilochorus bruneocyaneus Mello-Leitão, 1941 – Brazília
- Psilochorus californiae Chamberlin, 1919 – USA
- Psilochorus cambridgei Gertsch & Davis, 1937 – Mexikó
- Psilochorus coahuilanus Gertsch & Davis, 1937 – Mexikó
- Psilochorus concinnus Gertsch, 1973 – Mexikó
- Psilochorus conjunctus Gertsch & Davis, 1942 – Mexikó
- Psilochorus cordatus (Bilimek, 1867) – Mexikó
- Psilochorus cornutus (Keyserling, 1887) – USA
- Psilochorus delicatus Gertsch, 1971 – Mexikó
- Psilochorus diablo Gertsch, 1971 – Mexikó
- Psilochorus dogmaticus Chamberlin, 1924 – Mexikó
- Psilochorus durangoanus Gertsch & Davis, 1937 – Mexikó
- Psilochorus fishi Gertsch, 1971 – Mexikó
- Psilochorus gertschi Schenkel, 1950 – USA
- Psilochorus hesperus Gertsch & Ivie, 1936 – USA
- Psilochorus imitatus Gertsch & Mulaik, 1940 – USA
- Psilochorus itaguyrussu Huber, Rheims & Brescovit, 2005 – Brazília
- Psilochorus marcuzzii Caporiacco, 1955 – Venezuela
- Psilochorus minimus Schmidt, 1956 – Ecuador
- Psilochorus minutus Banks, 1898 – Mexikó
- Psilochorus murphyi Gertsch, 1973 – Mexikó
- Psilochorus nigromaculatus Kulczynski, 1911 – Új-Guinea (bizonytalan)
- Psilochorus pallidulus Gertsch, 1935 – USA, Mexikó
- Psilochorus papago Gertsch & Davis, 1942 – USA, Mexikó
- Psilochorus pullulus (Hentz, 1850) – Újvilág
- Psilochorus redemptus Gertsch & Mulaik, 1940 – USA, Mexikó
- Psilochorus rockefelleri Gertsch, 1935 – USA
- Psilochorus russelli Gertsch, 1971 – Mexikó
- Psilochorus sectus Mello-Leitão, 1939 – Brazília
- Psilochorus simoni (Berland, 1911) – Európa
- Psilochorus simplicior Chamberlin & Ivie, 1942 – USA
- Psilochorus sinaloa Gertsch & Davis, 1942 – Mexikó
- Psilochorus taperae Mello-Leitão, 1929 – Brazília
- Psilochorus tellezi Gertsch, 1971 – Mexikó
- Psilochorus topanga Chamberlin & Ivie, 1942 – USA
- Psilochorus utahensis Chamberlin, 1919 – USA
- Psilochorus ybytyriguara Huber, Rheims & Brescovit, 2005 – Brazília